# سلبی، ویکتوریا
سلبی (به انگلیسی: Selby) یک حومه شهر در استرالیا است که در ویکتوریا (استرالیا) واقع شده‌است.